# Giro del Lazio 1942
Il Giro del Lazio 1942, nona edizione della corsa, si svolse il 6 aprile 1942 su un percorso di 238,4 km con partenza e arrivo a Roma. Fu vinto dall'italiano Osvaldo Bailo, che completò il percorso in 7h09'01", precedendo i connazionali Olimpio Bizzi e Pietro Chiappini. Conclusero la prova, riservata a professionisti e indipendenti, 39 dei 58 ciclisti al via.

## Percorso
La prova, organizzata dal G.S. MATER, si svolse su un percorso di 238,4 km che dopo il via dal Portonaccio a Roma attraversò nell'ordine Tivoli, Vicovaro, Marano Equo, Subiaco, gli Altipiani di Arcinazzo (con il Colle Cimetta), Guarcino, Alatri, Frosinone, Prossedi, Priverno, Sezze, Bassiano, Norma, Cisterna, Velletri, Genzano e Albano; il traguardo era di nuovo a Roma, presso il Motovelodromo Appio.

## Ordine d'arrivo (Top 10)
| Pos. | Corridore            | Squadra   | Tempo    |
| ---- | -------------------- | --------- | -------- |
| 1    | Osvaldo Bailo        | Viscontea | 7h09'01" |
| 2    | Olimpio Bizzi        | Bianchi   | s.t.     |
| 3    | Pietro Chiappini     | Legnano   | s.t.     |
| 4    | Fausto Coppi         | Legnano   | s.t.     |
| 5    | Severino Canavesi    | Viscontea | s.t.     |
| 6    | Pierino Favalli      | Legnano   | a 2'09"  |
| 7    | Cino Cinelli         | Bianchi   | a 3'16"  |
| 8    | Gino Bartali         | Legnano   | s.t.     |
| 9    | Giovanni De Stefanis | Bianchi   | s.t.     |
| 10   | Glauco Servadei      | Bianchi   | a 3'57"  |